# اس‌اس انتیلا (۱۹۳۹)
اس‌اس انتیلا (۱۹۳۹) (به انگلیسی: SS Antilla (1939)) یک کشتی بود که طول آن ۳۹۸٫۳ فوت (۱۲۱٫۴ متر) بود. این کشتی در سال ۱۹۳۹ ساخته شد.